# N'Goutjina
N'Goutjina è un comune rurale del Mali facente parte del circondario di Koutiala, nella regione di Sikasso.
Il comune è composto da 8 nuclei abitati:
- Bélèsso
- Farakala
- Finkoloni
- Kokouna
- N'Goutjina
- Ouèlèguèna I
- Ouèlèguèna II
- Sanga